# Warszawa Śródmieście
Warszawa Śródmieście je železniční stanice sloužící regionální dopravě ve Varšavě, Mazovském vojvodství.

## Obecný přehled
Železniční stanice Warszawa Śródmieście byla otevřena dne 23. června roku 1949, v rámci rekonstrukce varšavské diametrální linky, která utrpěla velká poškození za druhé světové války.
Železniční stanici obsluhují zejména spoje železničního dopravce Koleje Mazowieckie, zkráceně KM, který provozuje osobní dopravu téměř výhradně na území Mazovského vojvodství, tedy především na tratích vycházejících radiálně z Varšavy. Také ji obsluhují spoje železničního dopravce Szybka Kolej Miejska w Warszawie. Tato stanice je propojena systémem podzemních chodeb o délce 300 metrů se sousedící železniční stanicí Warszawa Centralna.
Koleje Mazowieckie
| Linka | Směr |
| ----- | --- |
| KM1   | Warszawa Wschodnia Osobowa – Warszawa Śródmieście – Warszawa Zachodnia – Pruszków – Żyrardów – Skierniewice           |
| KM2   | Warszawa Zachodnia – Warszawa Śródmieście – Warszawa Wschodnia Osobowa – Sulejówek Miłosna – Mińsk Mazowiecki – Łuków |
| KM3   | Warszawa Wschodnia Osobowa– Warszawa Śródmieście – Warszawa Zachodnia–Błonie-Kutno                                    |
| KM7   | Warszawa Zachodnia– Warszawa Śródmieście – Warszawa Wschodnia Osobowa – Otwock – Dęblin                               |
| KM8   | Warszawa Wschodnia Osobowa – Warszawa Śródmieście – Warszawa Zachodnia–Piaseczno-Skarżysko-Kamienna/Pilawa            |

Szybka Kolej Miejska w Warszawie
| Linka | Směr                                                          |
| ----- | ------------------------------------------------------------- |
| S1    | Otwock – Warszawa Śródmieście – Warszawa Zachodnia – Pruszków |
| S2    | Sulejówek Miłosna – Warszawa Śródmieśćie – Warszawa Zachodnia |

## Železniční tratě
Železniční stanicí Warszawa Śródmieście prochází železniční tratě:
- 448 Warszawa Zachodnia – Warszawa Rembertów

## Galerie

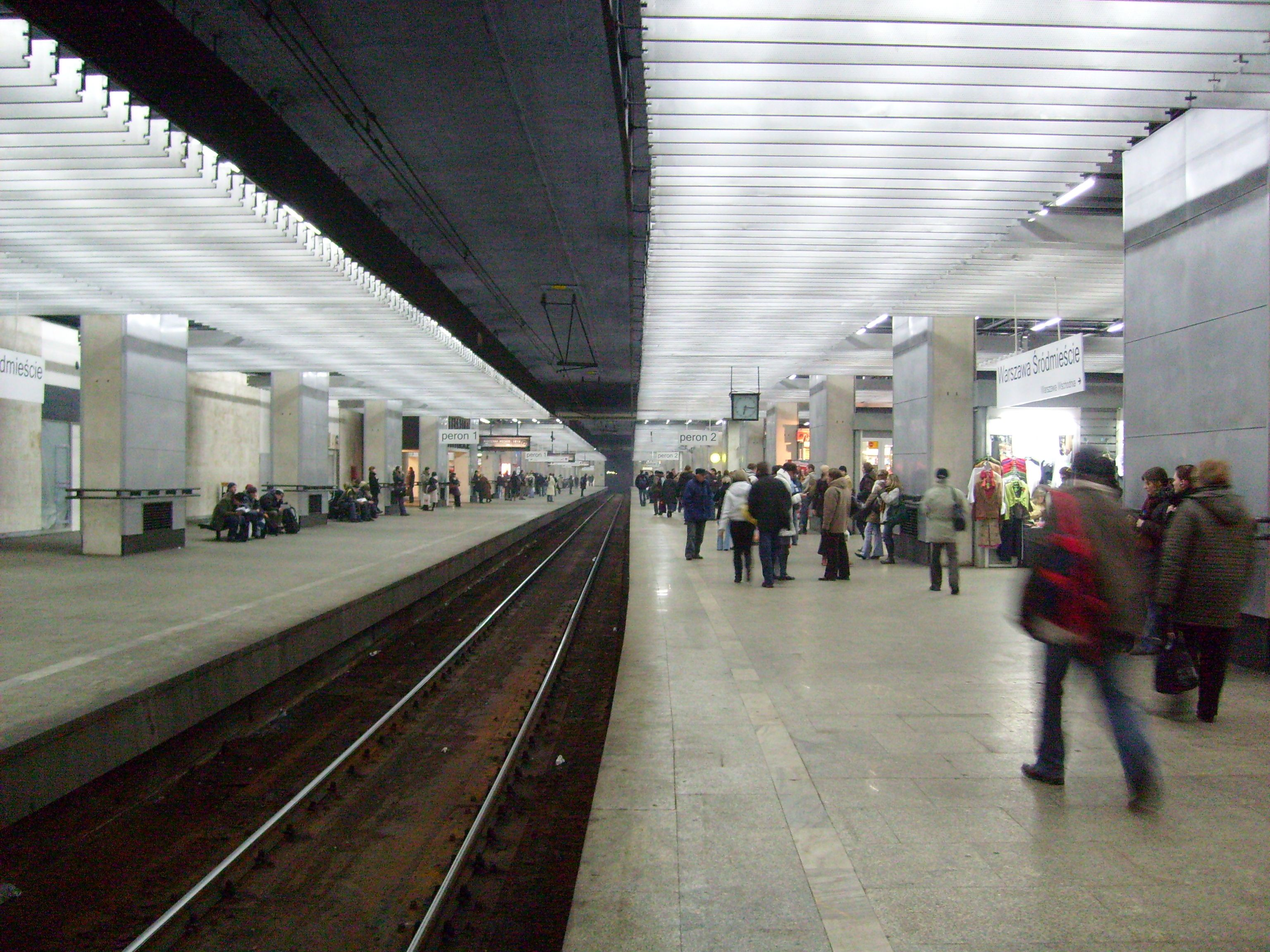
První a druhé nástupiště
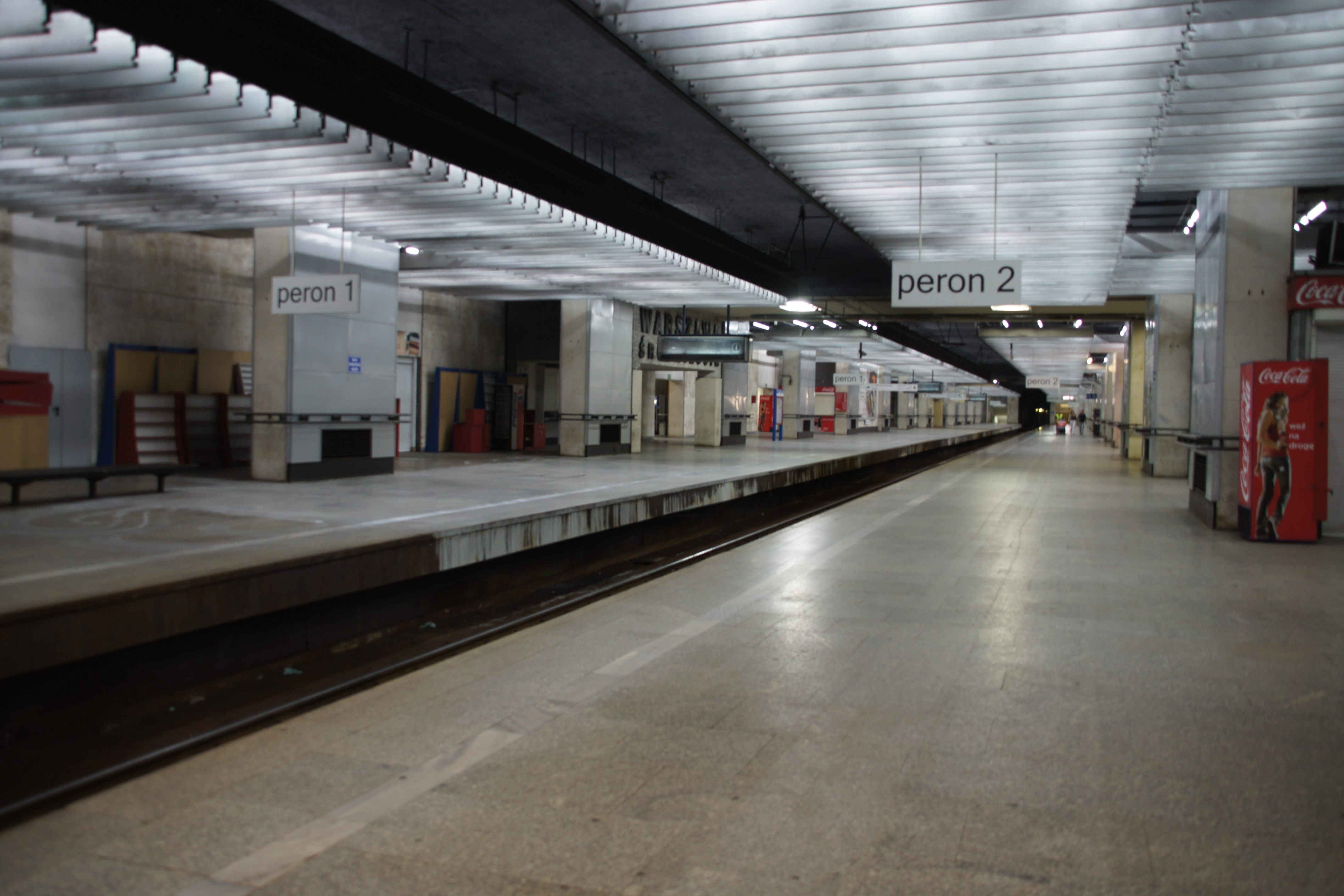
První a druhé nástupiště
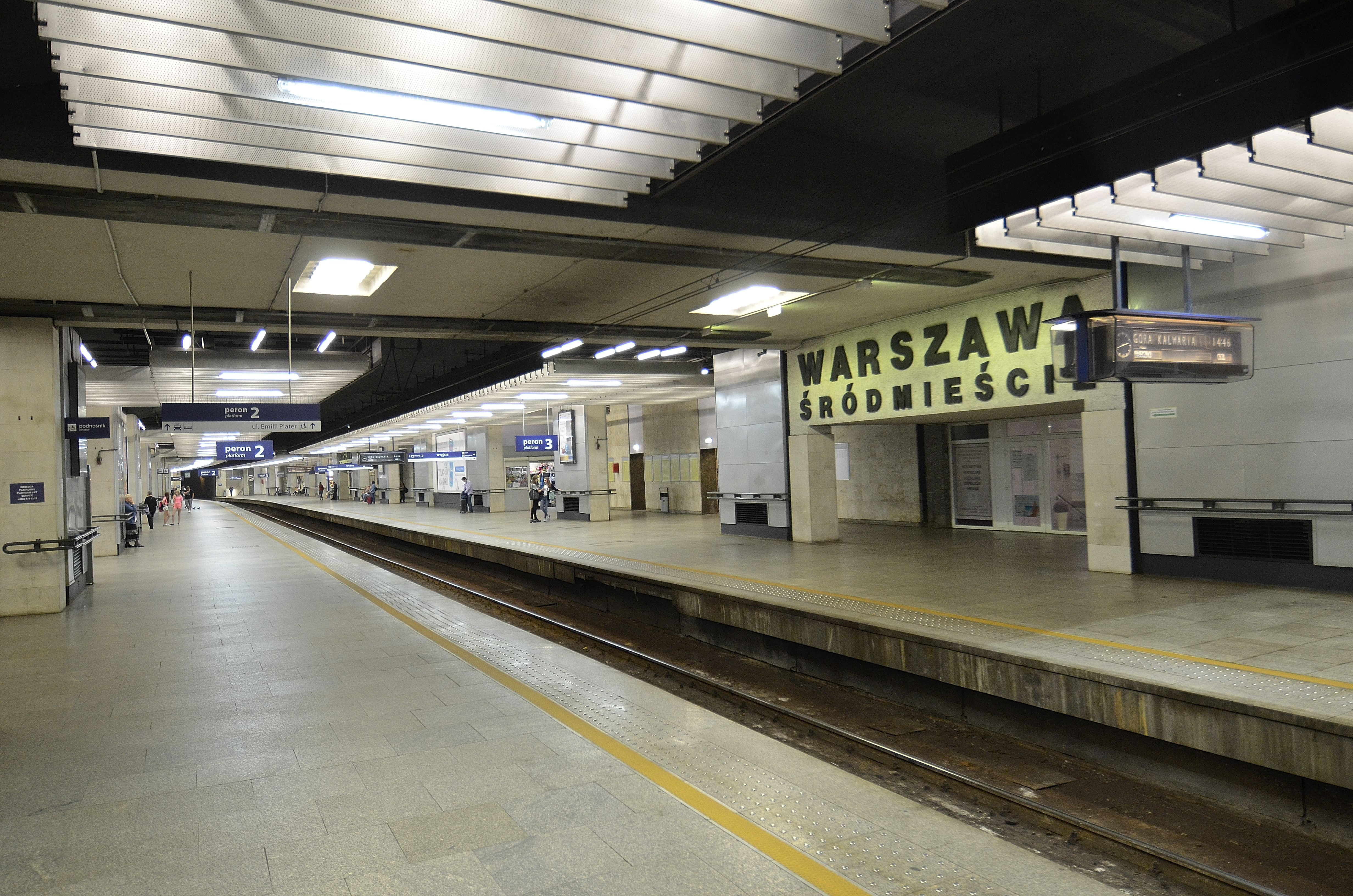
Druhé a třetí nástupiště
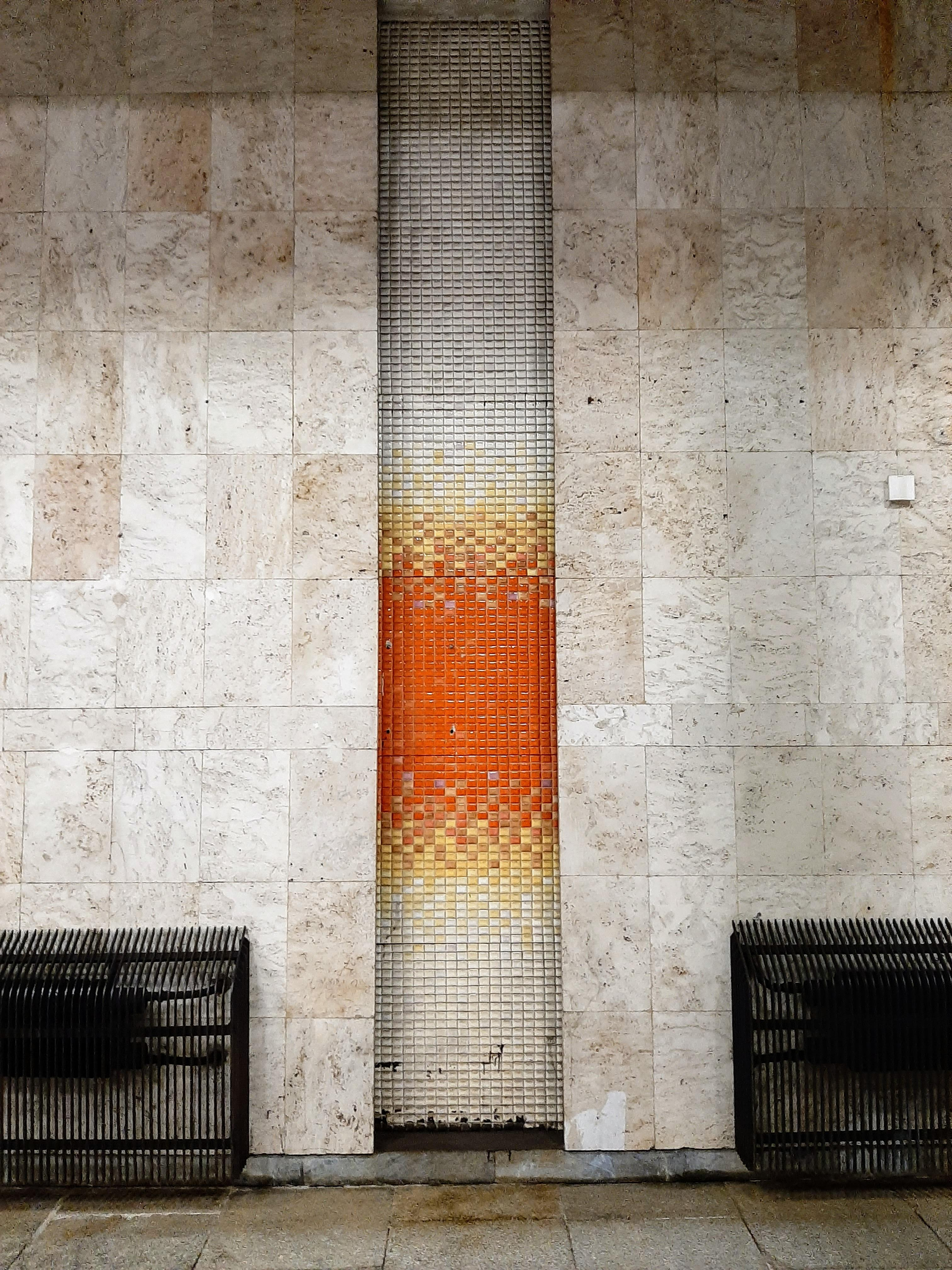
Mozaiky navržené Wojciechem Fangorem
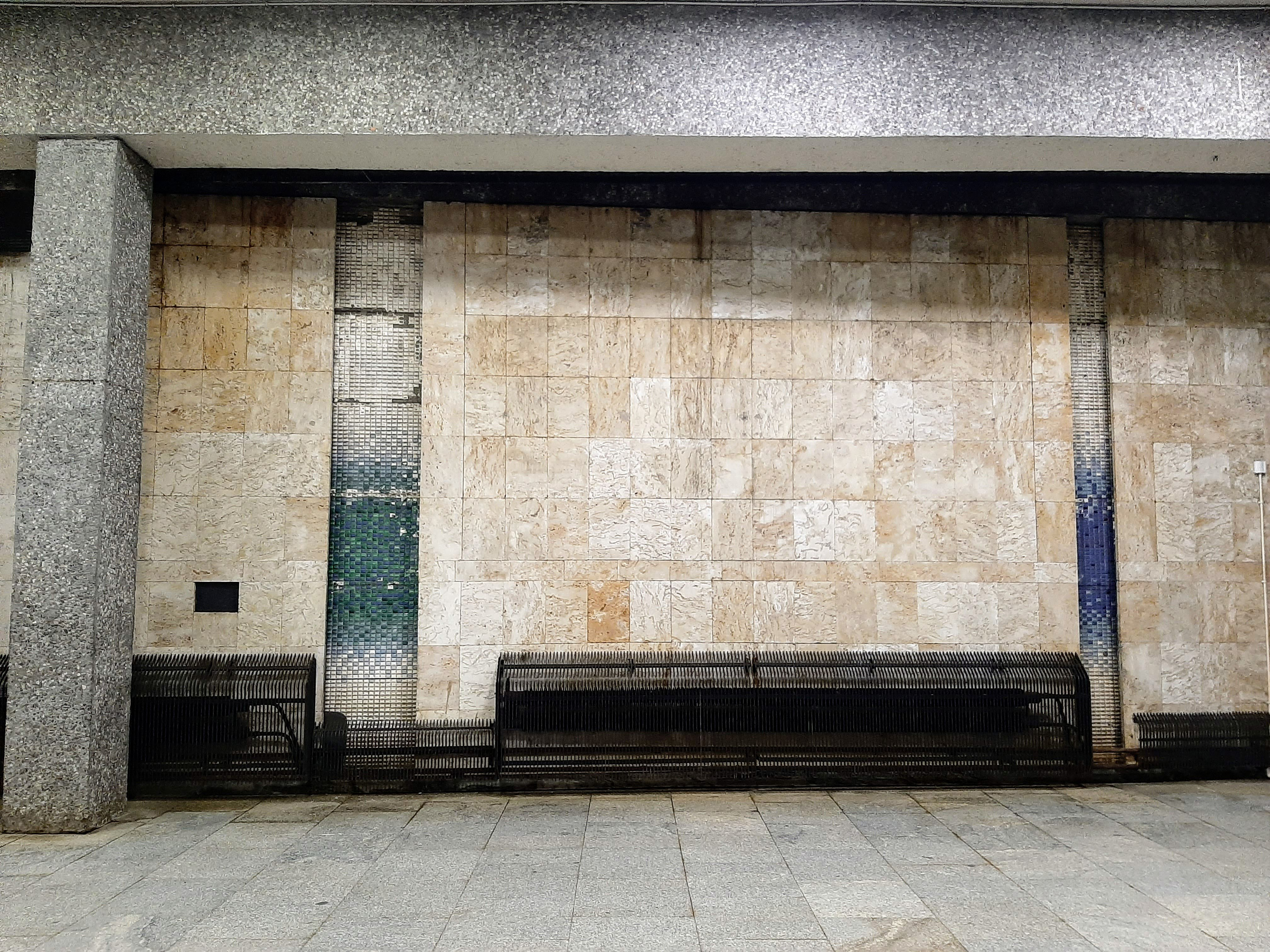
Mozaiky navržené Wojciechem Fangorem